# Henry de Percy († 1272)
Sir Henry de Percy (* um 1235; † 29. August 1272) war ein englischer Adliger.
Henry de Percy entstammte der Familie Percy und war der älteste Sohn von William de Percy († 1245) und von dessen zweiter Frau Elena, einer Tochter von Ingram de Balliol. Noch minderjährig, bot er Anfang 1249 £ 900, um die Ländereien seines 1245 verstorbenen Vaters sowie das Recht zur Heirat zu erhalten. Vor Juni 1257 wurde er zum Ritter geschlagen, in diesem Jahr diente er in der Armee von König Heinrich III. bei den Kämpfen in Wales. Anfang 1259 gehörte Percy zu den Freunden und Verbündeten von Richard de Clare, 5. Earl of Hertford, als dieser eine Vereinbarung mit dem Thronfolger Eduard schloss, damit gehörte er vermutlich anfänglich zur Reformpartei von Simon de Montfort. Später jedoch stand er auf der Seite des Königs und gehörte zu den Baronen, die Heinrich III. ins französische Amiens begleiteten, wo der französische König in der Mise of Amiens zwischen den Baronen unter Montfort und dem König zu schlichten versuchte. Während des nun folgenden Zweiten Kriegs der Barone kämpfte Percy im April 1264 während der Belagerung von Northampton auf der Seite des Königs. Anschließend gehörte er zu den Verteidigern von Rochester Castle, die die Burg erfolgreich gegen die Belagerung durch Simon de Montfort und Gilbert de Clare verteidigten. In der Schlacht von Lewes wurde er am 14. Mai 1464 gefangen genommen und blieb bis nach dem Sieg der königlichen Partei in der Schlacht von Evesham am 4. August 1265 in Gefangenschaft. 
Im September 1268 heiratete er Eleanor de Warenne, die älteste Tochter von John de Warenne, 6. Earl of Surrey und von Alice de Lusignan, der Halbschwester des Königs. Er hatte mit ihr mindestens zwei Söhne, 
- John de Percy (1270–1293),
- Henry de Percy (1273–1314),

die Existenz eines häufig genannten dritten Sohns, William, ist nicht belegt. Er wurde in Sawley Abbey in Yorkshire begraben. Nach dem frühen Tod seines ältesten Sohns John wurde schließlich sein postum geborener Sohn Henry sein Erbe.